# Società inca

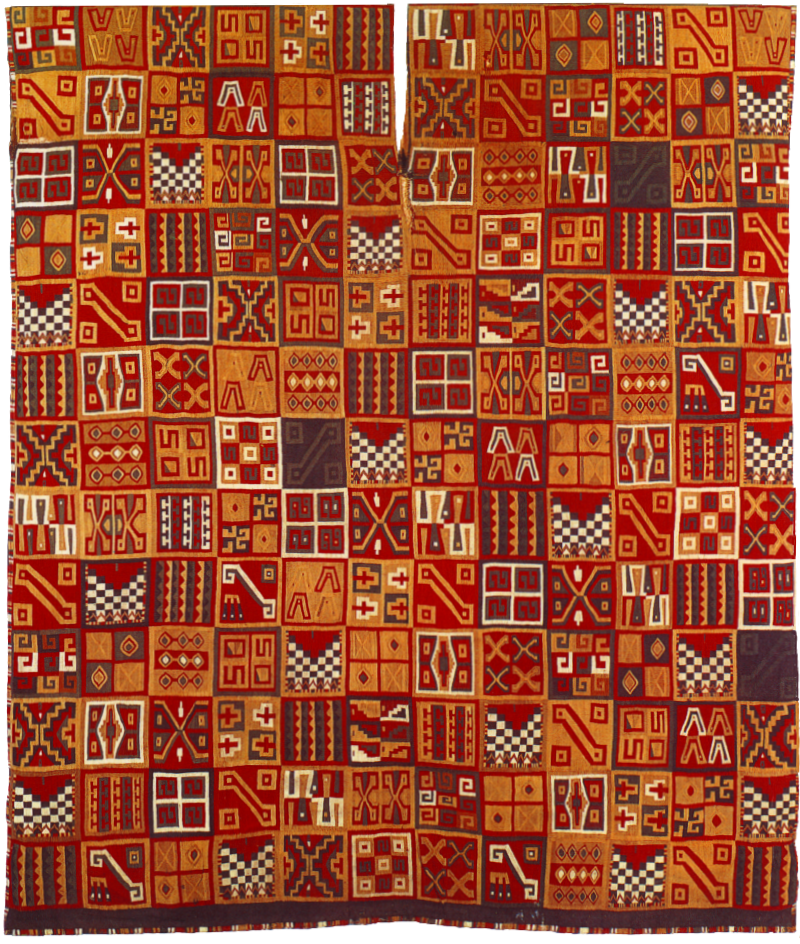
Tunica inca

La società dell'impero inca abitò quello che oggi sono: il Perù, la Bolivia, il Cile, la Colombia, l'Ecuador e l'Argentina dall'anno 1438 al 1533. Durante questo periodo gli Inca conquistarono od assimilarono pacificamente buona parte del Sudamerica occidentale, a cavallo della catena montuosa delle Ande. L'impero inca ebbe una vita molto limitata dato che nel 1533 Atahualpa, ultimo imperatore Inca denominato Sapa Inca, fu ucciso per ordine del conquistador Francisco Pizarro, segnando l'inizio del dominio spagnolo.

## Struttura sociale
LA FIGURA PIù IMPORTANTE
```
dell'impero era il 
Sapa Inca
 (l'unico Inca), ovvero l'imperatore e la 
coya
, ovvero l'imperatrice. Quando veniva scelto un nuovo imperatore, i suoi sottoposti costruivano per la sua famiglia una residenza imperiale. La residenza del precedente Sapa Inca restava a disposizione del vecchio regnante e della sua famiglia. Solo i discendenti dell'originale tribù Inca potevano diventare Inca. I giovani della famiglia Inca frequentavano la 
Yachayhuasis
 (casa della conoscenza) per ottenere un'istruzione.
```

Uno dei motivi per cui l'impero si espanse così tanto in così poco tempo è da ricercare nel fatto che la religione era comune a tutti i popoli. Secondo queste credenze il Sapa Inca continuava a regnare sui suoi territori, anche dopo la morte. Ogni imperatore poteva diventare ricco e potente solo se possedeva dei terreni. Questo significava che per ottenere terre di propria esclusiva proprietà, ogni nuovo re doveva conquistare altri popoli espandendo i propri domini. Quindi, con ogni nuovo imperatore, l'impero si espandeva.
Il Tahuantinsuyu era un sistema federalista composto da un governo centrale con a capo l'Inca e quattro province: Chinchaysuyu (nord-ovest), Antisuyu (nord-est), Qontisuyu (sud-ovest) e Qollasuyu (sud-est). I quattro angoli di queste province si incrociavano al centro, Cuzco. Ogni provincia aveva un governatore che controllava gli ufficiali locali, che a loro volta controllavano le zone agricole delle vallate dei fiumi, le città e le miniere. C'erano catene di comando separate per le istituzioni religiose e militari, il che portò ad un sistema di parziali controlli e bilanciamenti del potere. Gli ufficiali locali erano responsabili di dirimere le liti tra i coloni e di tenere traccia del contributo di ogni famiglia al mita (servizio pubblico obbligatorio).

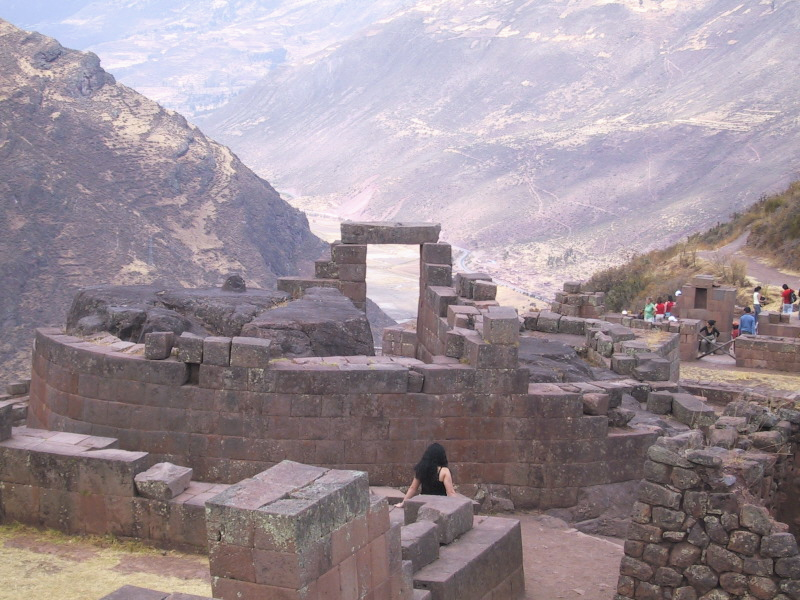
Ollantaytambo costituiva un complesso inca: amministrativo, religioso, agricolo e militare

I quattro governatori principali erano chiamati apos. Il successivo grado gerarchico, i tukuyrikuq (capi locali), contava 90 persone ed era incaricato della gestione di una città e dei suoi dintorni. Sotto di loro stavano quattro livelli amministrativi:
| Nome del livello | Contributori della mita |
| ---------------- | ----------------------- |
| Hunu kuraqa      | 10000                   |
| Waranqa kuraqa   | 1000                    |
| Pachaka Kuraqa   | 100                     |
| Chunka kamayuq   | 10                      |

| Classi sociali | Rappresentanti |
| -------------- | --- |
| Inca           | - Sapa Inca |
| Famiglia reale | - Auqui: Figlio del Sapa Inca - Coya: Moglie del Sapa Inca - Panacas reale: Prima generazione di ogni Pañaca (parentela reale)                                                                  |
| Nobiltà        | - Nobiltà di sangue: Altri membri dei Pañacas (parentela reale) - Nobilità di privilegi: Coloro che venivano considerati di livello superiore per i loro servizi; sacerdoti e Acllas; alti capi |
| Ayllu          | - Hatun Runa: Il generale pubblico - Mitimaes: Gli appartenenti alle etnie appena conquistate - Yanaconas: Servitori degli Inca e dell'impero, molti dei quali erano prigionieri                |

Per ogni cinque waranqa curaca, pachaka curaca e chunka kamayuq c'era un intermediario con il livello superiore chiamato, rispettivamente, picqa waranqa curaca, picqa pacaka curaca e picqa conka kamayoq. Questo significa che i responsabili di medio livello gestivano da 2 a 5 persone, mentre i conka kamayoq (al livello di gestione dei lavoratori), gli apos ed i t'oqrikoq (al livello superiore) avevano ognuno 20 persone di cui rendere conto.

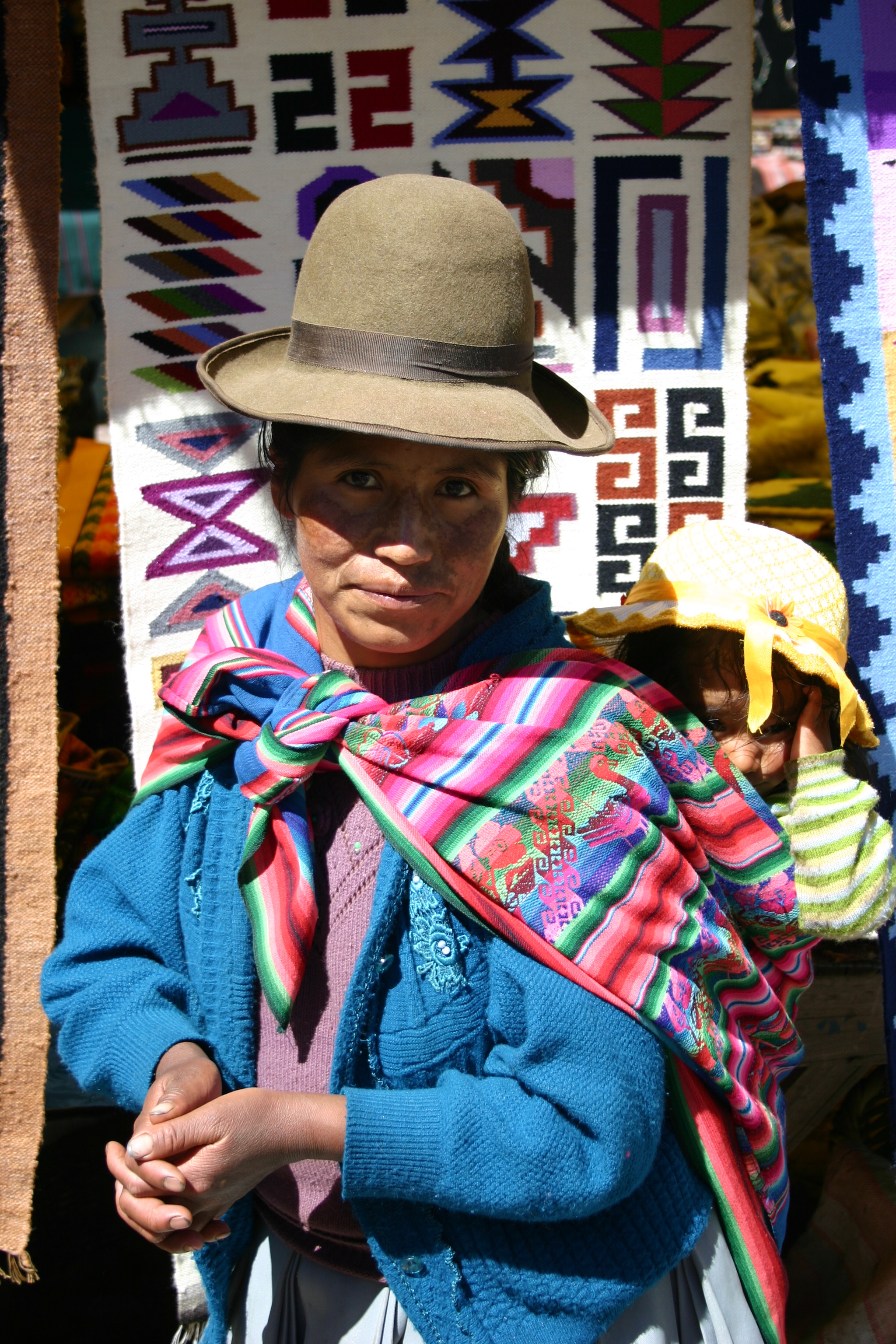
Moderna discendente Inca

I discendenti dell'originale tribù Inca non erano abbastanza numerosi per poter amministrare l'intero impero senza aiuto. Per far fronte alla necessità di comando a tutti i livelli, gli Inca istituirono un sistema di servizio civile. I ragazzi di 13 anni e le ragazze in età di prime mestruazioni dovevano sottoporsi ad un test di intelligenza da parte degli ufficiali Inca locali. In caso di fallimento, il loro ayllu (gruppo familiare esteso) avrebbe insegnato loro uno dei numerosi lavori quali: agricoltura, lavorazione dell'oro, tessitura o arte militare. Se avessero passato il test, invece, sarebbero stati inviati a Cuzco per frequentare la scuola e diventare amministratori. Veniva insegnato loro a leggere il quipu (scritti su corda intrecciata) e l'iconografia inca, l'arte del comando, la religione e, soprattutto, la matematica. I diplomati di questa scuola costituivano la nobiltà e ci si aspettava che si sposassero con esponenti di famiglia nobile.
Nonostante alcuni operai fossero molto stimati, come ad esempio l'orafo ed il sarto reali, questi non avevano la possibilità di entrare a far parte della classe regnante. Al massimo potevano sperare che i loro figli fossero promossi all'esame da adolescenti entrando a far parte del servizio civile. Nonostante gli operai fossero considerati la classe sociale più bassa, avevano un minimo di diritti riconosciuti e tutti i ceti erano ugualmente soggetti allo Stato di diritto. Ad esempio, se un operaio veniva accusato di furto e le prove si dimostravano false, l'ufficiale locale poteva essere punito per non aver fatto bene il proprio lavoro.

## Educazione dei giovani
L'educazione dei giovani Inca era severa rispetto agli standard odierni. Un neonato, alla nascita, veniva lavato in acqua fredda ed avvolto in un piumino. In seguito veniva posto in una buca nel pavimento che usava come spazio di gioco. Quando aveva circa un anno, al bambino veniva impartita una dura disciplina. A 14 anni ai maschi veniva consegnato un perizoma durante una cerimonia ufficiale, per demarcare la sua virilità. I ragazzi delle famiglie nobili erano soggetti a varie prove di resistenza e conoscenza. Dopo il test ricevevano orecchini ed un'arma.

## Donne
Le donne costituivano una parte essenziale della società. Il loro principale ruolo era quello di badare ai bambini; avevano anche molti altri compiti casalinghi che rendevano dura la loro vita dopo il matrimonio.

### Matrimonio
Solitamente le donne Inca si sposavano a 16 anni. Nella società inca la monogamia non era obbligatoria ma, per motivi economici, gli uomini riuscivano a mantenere solo una moglie.
Le prove di matrimonio, simili alle attuale convivenze, erano normali nella cultura inca. In questo genere di matrimonio l'uomo e la donna si accordavano provando ad essere sposati per qualche anno. Alla scadenza la donna poteva tornare dai genitori se lo desiderava e il marito poteva cacciarla se credeva che la prova non avesse funzionato come previsto. Una volta che il matrimonio diventava definitivo, potevano divorziare solo se non avevano avuto figli.
Quasi sempre le donne sposavano uomini della stessa classe sociale. Nonostante fosse raro che una donna sposasse un uomo di ceto superiore, questo poteva accadere se la donna era giovane. L'unico modo per una donna di elevare il proprio grado sociale era quello di farsi notare da un uomo importante.
Nella società inca il matrimonio non era una festa. Era invece visto come un accordo puramente economico stipulato tra due famiglie. Una volta che una donna si era sposata, ci si aspettava da lei che recuperasse il cibo e lo cucinasse, che si prendesse cura di animali e bambini ed anche che andasse al mercato. I doveri della donna restavano uguali anche qualora restasse incinta. Nel momento in cui scopriva di aspettare un bambino, la donna pregava facendo offerte al dio inca noto come Kanopa.

## Arti
Gli Inca erano una società di conquistatori e la loro assimilazione espansionistica di altre culture è evidente nel loro stile artistico. Lo stile inca utilizzava i vocabolari di molte regioni e culture, ma li incorporava all'interno di uno stile imperiale standardizzato che potesse essere facilmente replicato e diffuso per tutto l'impero. Le forme geometriche semplici e gli animali fortemente stilizzati rappresentati su ceramiche, legni intagliati, tessuti ed opere in metallo, facevano parte della cultura inca. I motivi delle altre società non venivano usati direttamente, con l'eccezione dell'arte di Huari e Tiahuanaco.

### Architettura

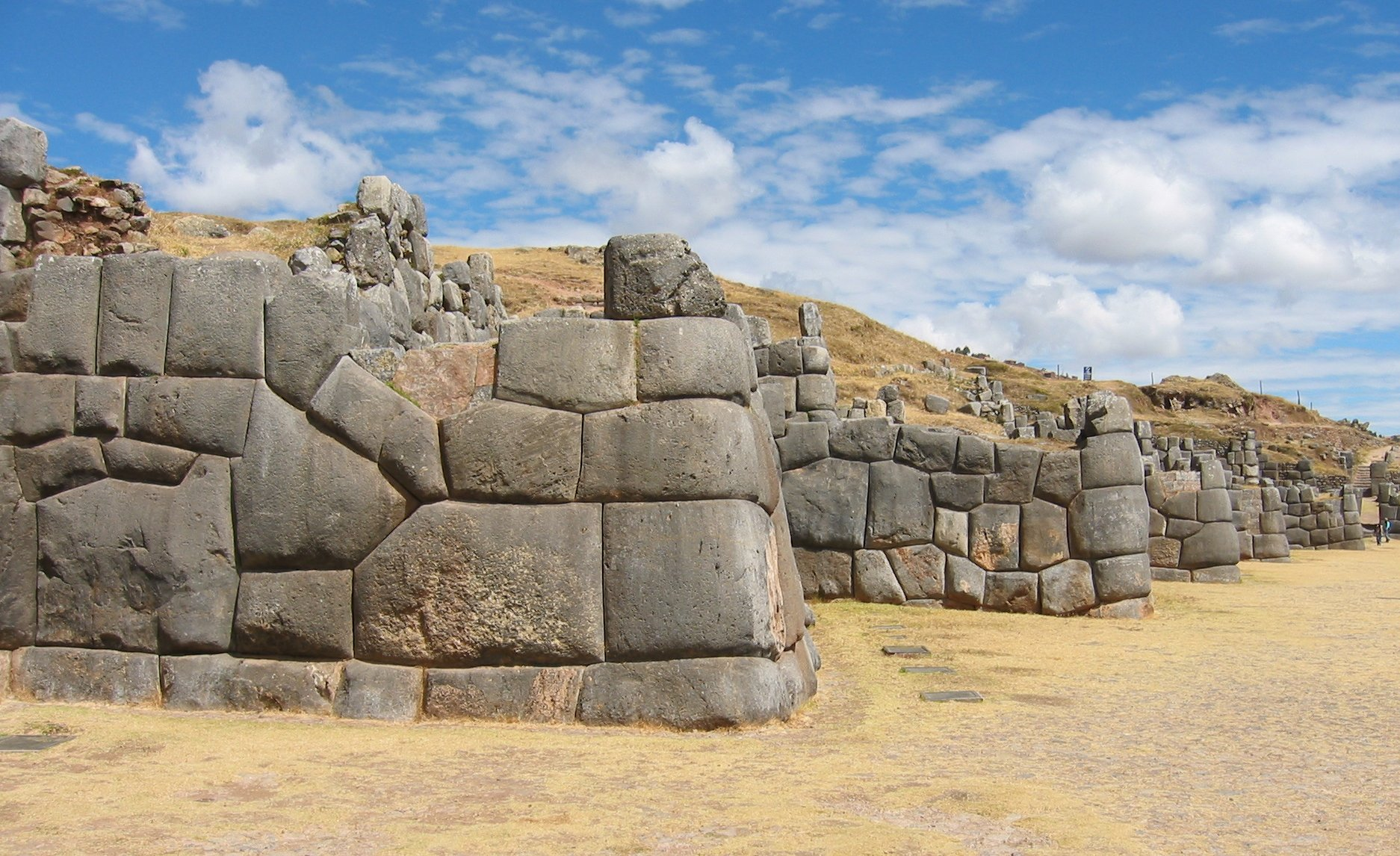
Caratteristica costruzione Inca a Sacsayhuamán

L'architettura era sicuramente la più importante delle arti inca, e la lavorazione di ceramica e tessuti rifletteva i motivi che trovavano miglior accoglienza nell'architettura. I templi in pietra costruiti dagli Inca non utilizzavano la malta tipica degli edifici della vecchia Tiahuanaco. Gli Inca importarono i mastri muratori dalla regione di Tiahuanaco a Cuzco, dopo aver conquistato le terre a sud del lago Titicaca. Le rocce usate nella costruzione erano scolpite in modo da adattarsi perfettamente alle altre calando continuamente una roccia su un'altra e scavando ogni parte della roccia sottostante in cui la polvere veniva schiacciata. Presumibilmente, le due rocce aderivano talmente bene che neanche la lama di un coltello poteva passare attraverso di loro. La perfetta aderenza e la concavità della roccia sottostante, rendevano questi muri particolarmente resistenti ai frequenti terremoti che colpivano la zona. Gli Inca erigevano muri diritti, tranne in importanti siti religiosi e nelle città che venivano costruite in colpo solo.
Gli Inca scolpivano anche l'ambiente naturale in cui vivevano. Si potrebbe pensare che una roccia situata lungo il percorso inca sia completamente naturale, se non si facesse caso al fatto che in certo momento dell'anno il sole proietta un'ombra strana, tradendo la sua forma artificiale. Anche i ponti di corda inca erano spesso usati dai chaski. Gli Inca adottarono il sistema agricolo delle terrazze tipico della precedente civiltà degli Huari. Le terrazze non gli servivano solo per la produzione di cibo. Presso il tambo di Ollantaytambo si sono trovate prove che dimostrano che le terrazze erano usate per piantare fiori.
Le terrazze di Moray sono uno spettacolare esempio di applicazione di questa tecnica da parte degli Inca. È stato ipotizzato che venissero usate per la coltivazione agricola, dato che non sono state trovate grandi differenze termiche tra la parte inferiore e superiore, oppure potrebbero essere state semplicemente decorative.
I troni provinciali inca era spesso scavati in rocce che affioravano in modo naturale ed esistevano oltre 360 sorgenti naturali nell'area che circondava Cuzco, come ad esempio quelle di Tambo Machay. A Tambo Machay la roccia naturale fu scolpita aggiungendo altre opere in pietra, creando alcove e dirigendo l'acqua nelle fontane. Queste opere pseudo-naturali servivano per esibire il rispetto degli Inca per la natura, ed il controllo che avevano su di essa.

### Costruzione delle navi
Per la pesca, il commercio, la costruzione, il trasporto e per motivi militari, gli Inca costruirono navi d'alto mare chiamate balsa, intrecciando canne di totora. Il più grande di questi vascelli misurava da 20 a 30 metri di lunghezza, rendendolo quindi paragonabile alle caravelle spagnole. Questa tecnica di costruzione navale fatta utilizzando canne intrecciate è tipica del Perù e risale a prima dell'arrivo degli Inca. Esistono raffigurazioni di queste barche anche su ceramiche Mochica, databili al 100.

### Abiti
Gli ufficiali inca vestivano tuniche stilizzate che ne rappresentavano lo status sociale. La tunica raffigurata in questa pagina è quella conosciuta relativa al grado più alto. Contiene un misto di motivi usati per le tuniche di particolari ufficiali. Ad esempio, si crede che la scacchiera bianca e nera sovrastata da un triangolo rosso fosse indossata da soldati dell'esercito inca. Alcuni motivi fanno riferimento ad antiche culture, come ad esempio i rombi degli Huari e la scala a tre gradini dei Mochica.
Gli abiti erano divisi in tre classi. Gli awaska erano destinato all'uso domestico, con una qualità di circa 120 fili per pollice, e solitamente era fatto con lana di lama. I vestiti più preziosi, i qunpi, erano divisi in due gruppi. Il primo tipo, intrecciato dai qunpikamayuq (custodi dei bei vestiti) maschi con lana di alpaca, era raccolto come tributo da tutto il territorio ed usato per il commercio, per vestire i re e per essere donato agli alleati militari. Il secondo tipo di qunpi era più prezioso. Era tessuto negli Acllawasi (acllahuasi) dalle "aclla" (donne vergini del tempio del dio sole) usando lana di vigogna ed era utilizzato solo dai re o per motivi religiosi. Questi contavano 600 o più fili per pollice e la loro qualità non fu mai eguagliata nel mondo prima dell'arrivo della rivoluzione industriale nel XIX secolo.
Oltre alla tunica, una persona importante vestiva un llawt'u, una serie di corde sistemate attorno alla testa. Per sottolineare la propria importanza, Atahualpa commissionò un llawt'u intrecciato con capelli di pipistrello. Il capo di ogni ayllu o famiglia estesa, aveva il proprio copricapo.
Nelle regioni conquistate si continuava a vestire i vecchi abiti, ma i migliori tessitori, come quelli di Chan Chan, venivano trasferiti a Cuzco per la tessitura dei qunpi. I Chimú avevano precedentemente rubato gli stessi tessitori dai Cultura Sican, portandoli a Chan Chan.

### Gioielleria
L'uso di gioielleria non era uniforme all'interno dell'impero. Gli artigiani Chimú, ad esempio, continuarono ad indossare orecchini anche dopo l'integrazione nell'impero, mentre in altre regioni solo i capi locali potevano farlo.

### Acconciature di capelli
Lo studio delle mummie ha permesso di effettuare scoperte riguardo alle acconciature di capelli in voga tra gli Inca. Si crede che le donne avessero capelli molto lunghi che solitamente raccoglievano in trecce. Gli uomini, invece, avevano capelli relativamente lunghi e li tagliavano saltuariamente usando un certo tipo di coltello. Si crede che determinate acconciature potessero distinguere le varie classi sociali.
Il governo inca controllava tutto l'abbigliamento della società. Ognuno riceveva due abiti completi, uno per le occasioni formali ed un equivalente casual, che venivano indossati finché era possibile. Dato che il governo controllava severamente il loro abbigliamento, gli Inca non potevano modificarlo senza il preventivo permesso del governo stesso. Per questo motivo le giovani donne spendevano molto tempo per la cura delle loro acconciature, unica cosa che le distingueva dalle altre.

### Oggetti in ceramica ed in metallo

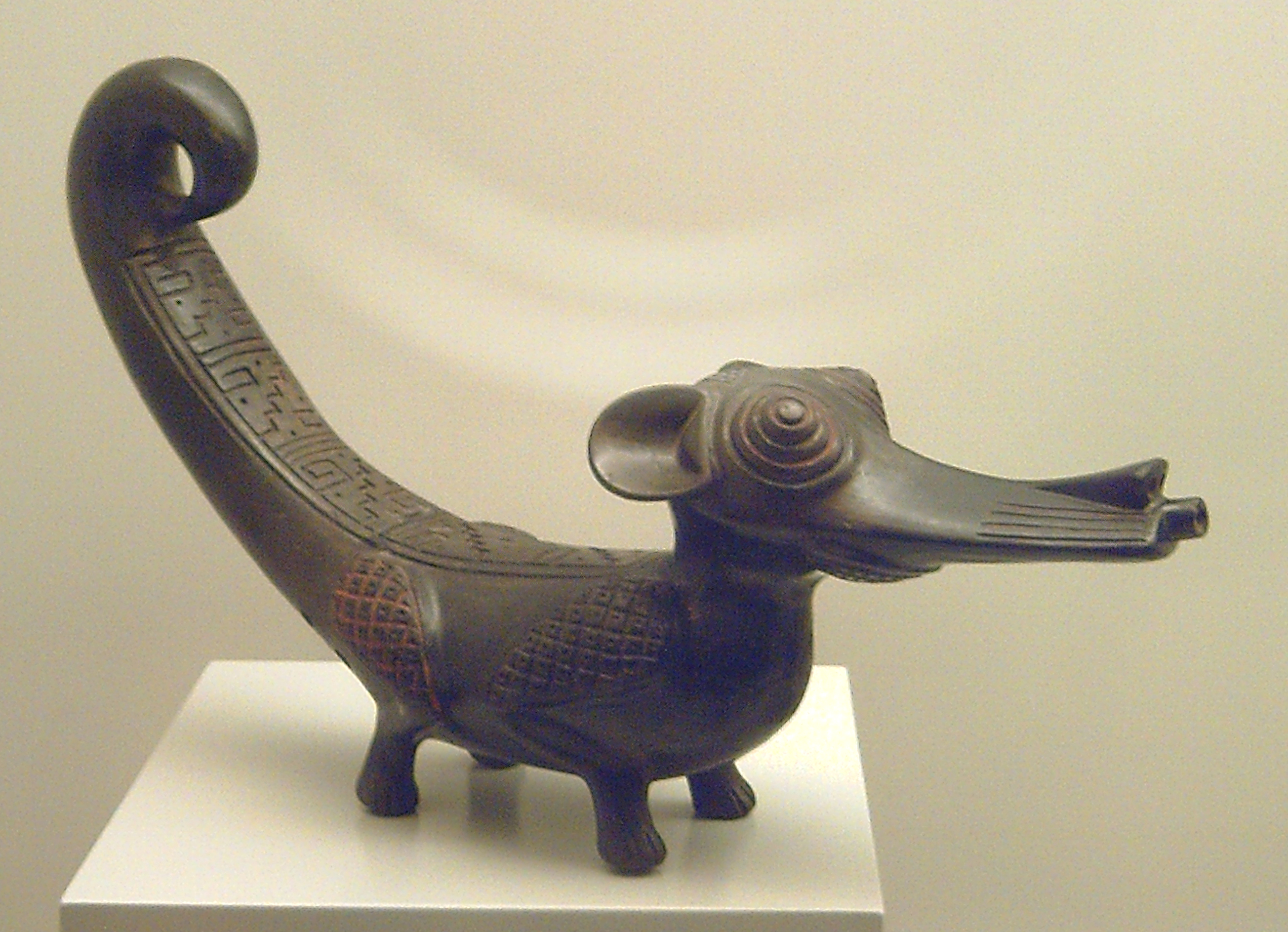
Ceramica Chimú-Inca del periodo del Tardo Orizzonte, 1476-1534

Le ceramiche erano per la maggior parte di stampo utilitaristico, ma incorporavano lo stile imperialista prevalente nella tessitura e nel lavoro dei metalli. Inoltre gli Inca suonavano tamburi e strumenti di legno a fiato quali flauti, flauti di Pan e trombe fatte con conchiglie e ceramica.
Gli Inca costruirono begli oggetti in: oro, argento, rame, bronzo e tumbago. I metalli più preziosi erano però più rari rispetto alle precedenti culture peruviane. Lo stile metallurgico degli Inca denota una forte ispirazione dall'arte Chimú ed infatti i migliori artisti del genere provenivano da Chan Chan e furono trasferiti a Cuzco quando il regno di Chimor fu incorporato dall'impero. A differenza dei Chimú, gli Inca non consideravano i metalli preziosi quanto gli abiti. Nonostante questo le opere in metallo degli Inca erano le più avanzate d'America. Quando gli spagnoli incontrarono per la prima volta gli Inca, gli furono regalati vestiti di qunpi.
Le ceramiche inca sono altrettanto caratteristiche e facili da riconoscere. La forma dei vasi era ampiamente standardizzata. Le porcellane più tipiche avevano un corpo sferico ed una base a forma di cono. Solitamente la sfera aveva due maniglie laterali con un alto collo e un orlo svasato. Solitamente gli Inca raffiguravano teste di animali sulle porcellane o vicino all'orlo dei vasi. C'erano altri stili popolari, tra cui un piatto poco profondo con una sola testa d'uccello ed una maniglia, una coppa con piedistallo ed una bottiglia con una o due maniglie.
Spesso gli Inca decoravano le ceramiche con molte immagini e colori. I più usati erano le versioni brillanti di rosso, giallo, arancio, nero e bianco. Come per le altre forme d'arte inca, anche le ceramiche erano spesso decorate con motivi geometrici. Si trovano rombi, quadrati, scacchi, triangoli, cerchi e punti su quasi tutte le loro opere. Altri temi comuni erano animali ed insetti, quali lama, uccelli, giaguari, alpaca, api, farfalle o anche uomini.
Come parte del pegno delle tasse, agli abitanti di tutte le province era richiesto il lavoro in miniera. Anche se l'impero inca conteneva molti metalli preziosi, gli Inca non gli conferivano la stessa importanza data ai bei vestiti. Gli Inca ereditarono molte delle loro conoscenze metallurgiche dai Chimú. Data la loro esperienza nel settore, dopo la caduta dei Chimú molti artigiani furono portati a Cuzco per lavorare per l'imperatore. Rame, stagno, oro ed argento provenivano dalle miniere o dal dragamento dei corsi d'acqua. Rame e bronzo erano usati per la fabbricazione di arnesi agricoli o di armi. Tra gli oggetti più comuni rinvenuti ci sono bastoni affilati per scavare, teste di mazze, coltelli con lame incurvate, asce, ceselli, aghi e spilli. Tutti questi utensili erano forgiati da un fabbro, e poi distribuiti in tutto l'impero.
Gli Inca utilizzavano i metalli più preziosi per creare ornamenti e decorazioni. Oro e argento erano largamente usati per i palazzi degli imperatori. Si disse che muri e troni erano coperti di oro e che l'imperatore cenasse con servizi da cucina in oro ed argento. Questi piatti d'oro erano spesso intarsiati con immagini di lama, farfalle o altre creature. Ancora più ricche delle decorazioni dei palazzi imperiali erano quelle dei templi. I templi erano cosparsi di oggetti sacri e molto preziosi. Copricapi, corone, coltelli cerimoniali, coppe e numerosi abiti da cerimonia erano ornati con oro o argento.
Molti storici credono che la scelta dell'oro serviva per distinguere gli oggetti sacri dagli altri. L'uso dell'oro ha molto a che fare con la religione inca relativa al sole. A causa dei bei riflessi dell'oro, dà l'impressione di contenere un sole, rendendo il metallo ancora più prezioso all'interno di una società ossessionata dal sole. L'oro era riservato alle classi più abbienti composte da sacerdoti, nobili ed ovviamente il Sapa Inca o imperatore.

## Istruzione inca

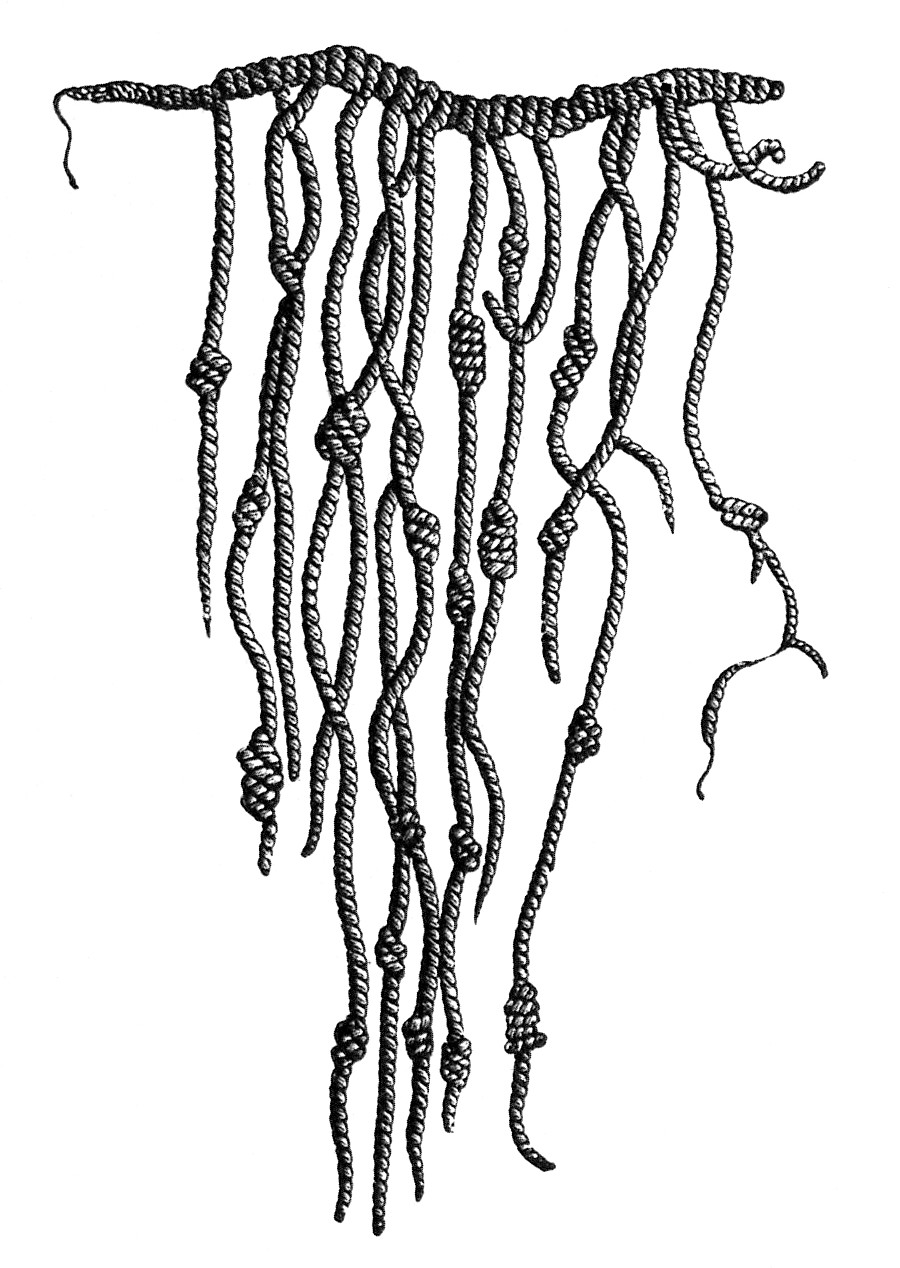
Rappresentazione di un quipu inca

Gli Inca utilizzavano quipu o mazzi annodati per tenere traccia dei dati del censimento. Molti dei dati recuperati dai quipu sopravvissuti si sono rivelati essere dati numerici. Alcuni di loro sembrano essere etichette mnemoniche ed anche il colore, gli spazi e la struttura del quipu servivano per contenere informazioni. Dato che al momento non si sa come interpretare i dati codificati o non numerici, alcuni studiosi ancora sperano di decifrarne la lingua.
Gli Inca dipendevano in gran parte dalla trasmissione orale come mezzo per conservare la cultura e la conoscenza. L'educazione inca era divisa in due distinte categorie: l'orientamento professionale per i cittadini comuni e quella altamente specializzata per la nobiltà.

## Medicina
Gli Inca fecero molte scoperte mediche. Applicarono con successo la trapanazione del cranio, consistente nel praticare buchi nel cranio al fine di diminuire la pressione causata da ferite interne. Le foglie di coca servivano come antidolorifico. I chaski (messaggeri) masticavano la coca per ottenere ulteriore energia e percorrere la strada in meno tempo. Recenti ricerche svolte dall'Università Erasmus di Rotterdam e dagli studiosi del Medical Center, nella fattispecie Sewbalak e Van Der Wijk, hanno dimostrato che, contrariamente a quanto si crede solitamente, gli Inca non erano soliti consumare la coca. Un'altra cura era quella di coprire la corteccia bollita di un albero di pepe e posizionarle su una ferita quando era ancora calda. Gli Inca usavano anche i porcellini d'India non solo per mangiare, ma anche come cura medica.

## Pratiche funerarie

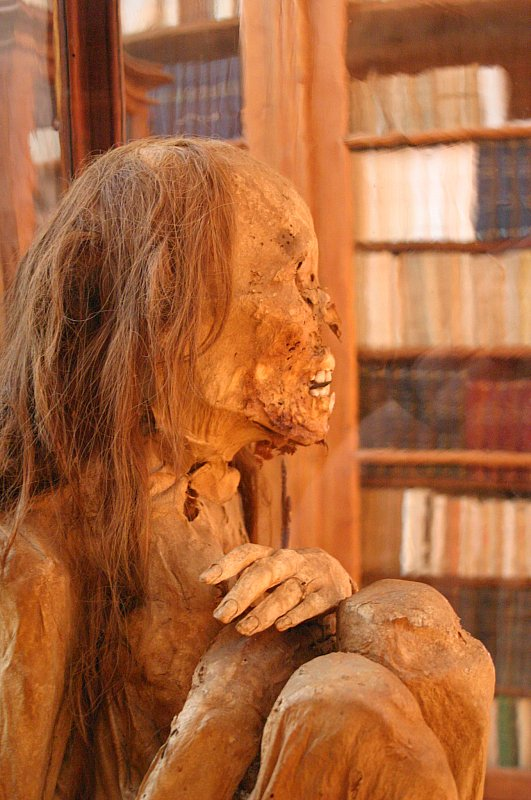
Mummia peruviana esposta presso il convento del Carmo

Gli Inca credevano nella reincarnazione. Coloro che avevano rispettato il codice morale inca (ama suwa, ama llulla, ama quella, ovvero "non rubare, non mentire, non essere pigro") sarebbero andati a vivere al calore del sole. Gli altri avrebbero passato l'eternità in una terra fredda.
Gli Inca credevano anche necessario la mummificazione delle persone importanti. Le mummie erano poi sepolte con un corredo funebre che il morto avrebbe portato a pacarina. I mallki (le mummie) erano usati anche in vari riti e celebrazioni. I morti venivano solitamente sepolti in posizione seduta. Un classico esempio è dato dalla mummia antica 500 anni soprannominata "Juanita la Vergine di Ghiaccio", una ragazza molto ben conservata nel ghiaccio, scoperta a oltre 6000 m di altezza, nei pressi della vetta del monte Ampato nel Perù meridionale. Il suo corredo funebre era composto da numerosi oggetti lasciati come offerte agli dei.

## Religione
Gli Inca erano politeisti. Inti, il Dio Sole, era il dio più importante, colui che gli Inca credevano essere l'antenato diretto del Sapa Inca, titolo ereditario degli imperatori.

## Altre pratiche
Gli Inca praticavano la deformazione cranica. Ci riuscivano legando strettamente dei tessuti attorno alla testa nei neonati, in modo da modificare la forma dei loro crani ancora malleabili. Queste deformazioni non portavano a danni cerebrali. I ricercatori del The Field Museum credono che questa usanza fosse utilizzata per sottolineare le differenze etniche all'interno dell'impero.

## Cucina ed agricoltura

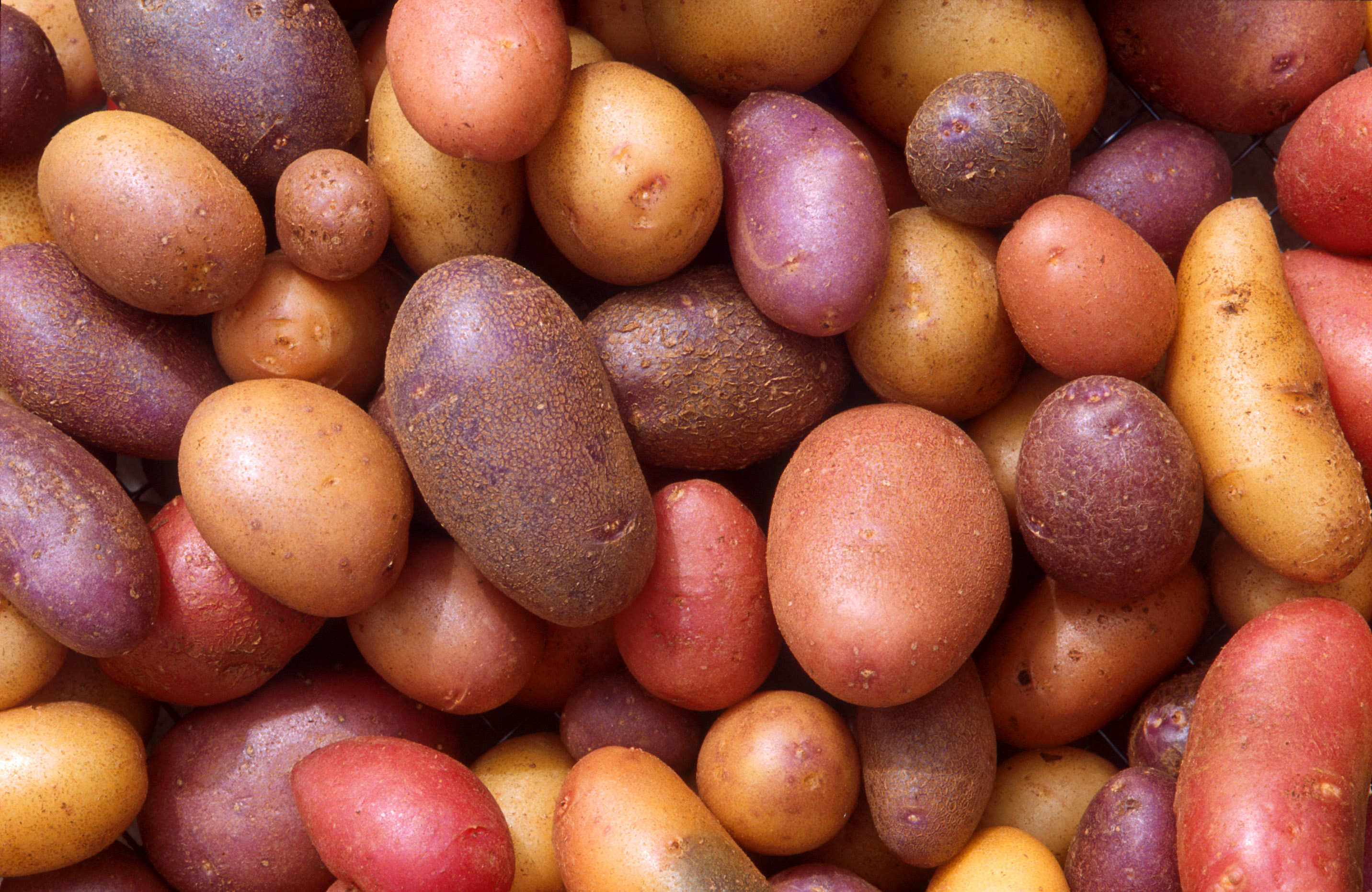
Circa 200 varietà di patate peruviane venivano coltivate dagli Inca e dai loro predecessori

È stato stimato che gli Inca coltivassero circa 70 specie di raccolti. I principali erano rappresentati da: patate, patate dolci, mais, peperoncini, cotone, pomodori, arachidi, una radice commestibile chiamata oca ed i chicchi di quinoa ed amaranto. Le numerose importanti coltivazioni sviluppate dagli Inca e dalle altre culture sudamericane hanno reso il Sudamerica uno dei centri storici della biodiversità delle coltivazioni (assieme a Medio Oriente, India, Mesoamerica, Etiopia ed Estremo Oriente). Molte di queste piante furono esportate dagli spagnoli e sono oggi diventate fondamentali a livello mondiale.

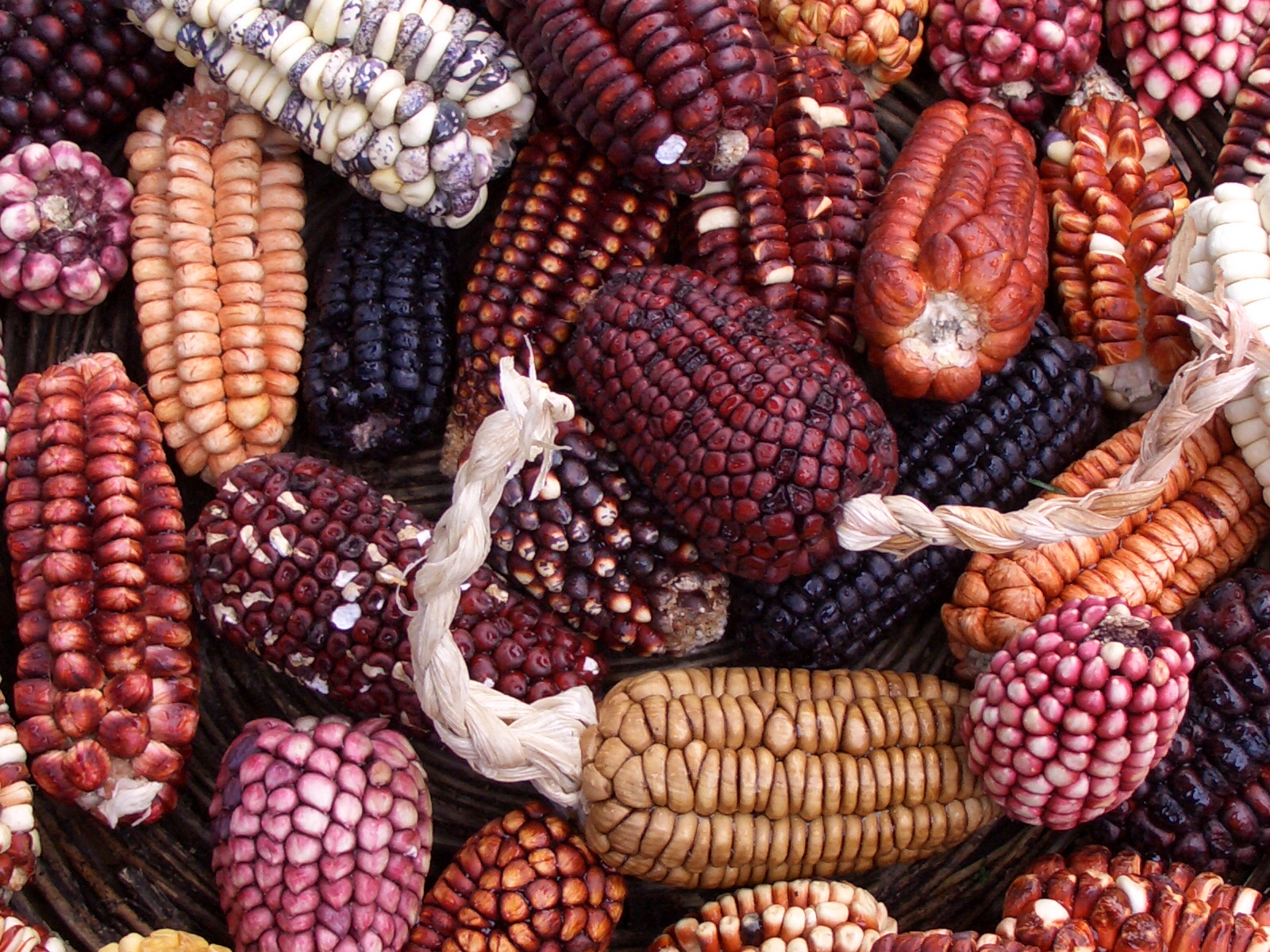
Molti tipi di mais peruviano erano conosciuti dagli Inca

Gli Inca praticavano l'agricoltura sulle asciutte coste del Pacifico, sugli alti pendii delle Ande ed all'interno della foresta amazzonica. Nelle Ande facevano ampio uso delle terrazze che non solo gli permettevano di sfruttare il ricco suolo minerario delle montagne, ma anche di avvantaggiarsi del microclima che permetteva la coltivazione per tutto l'anno. Gli attrezzi agricoli erano soprattutto rappresentati da bastoni appuntiti usati per scavare.
Gli Inca allevavano anche lama ed alpaca per ottenerne la lana e la carne e li usavano come animali da soma; per lo stesso motivo catturavano le vigogne vive a causa del prezioso pelo.
Il sistema stradale inca era un fattore importante per il successo dell'agricoltura, dato che permetteva la distribuzione del raccolto anche su lunghe distanze. Gli Inca costruirono vasti magazzini che gli permettevano di sopravvivere anche durante gli anni in cui El Niño si faceva sentire, al contrario delle vicine popolazioni che soffrivano la cosa.
I capi inca tenevano traccia di quanto ogni ayllu dell'impero produceva, anche se poi non venivano tassati per la produzione. Veniva invece usato il mita per supportare l'impero.
La dieta inca era composta soprattutto da pesce e vegetali, sostituiti più raramente da carne di porcellini d'India e camelidi. Cacciavano anche altri animali per procurarsi carne, pelli e piume. Il mais veniva pestato ed usato per la produzione del chicha, una bevanda alcolica fermentata.

## Economia
Secondo Ferreira e Chamot il sistema sociale degli Inca aveva un'antica origine andina basata sugli ayllu, un gruppo familiare esteso con un antenato comune. Anche il sistema economico era basato su antiche strutture sociali e può essere spiegato con molti principi, soprattutto reciprocità, ridistribuzione e controllo verticale. Questi studiosi aggiungono anche che: "La ridistribuzione, una pratica impiegata dallo stato, assicurava che tutti i prodotti agricoli non scambiati tramite reciprocità fossero distribuiti in diverse aree dell'impero in base ai cattivi raccolti". In pratica tra gli obiettivi del governo inca c'era il fatto di evitare la fame di massa.